# Il figlio dello sceicco (film 1978)
Il figlio dello sceicco è un film del 1978 diretto da Bruno Corbucci.

## Trama
Luigi Abdulio Panacchioni è un disoccupato romano che vive con sua madre e non conosce il padre, poiché è nato da una relazione occasionale. Passa il tempo con altri amici disoccupati e sogna di ottenere una licenza per aprire un distributore di benzina. Suo malgrado, si ritrova coinvolto in un intrigo internazionale per l'ottenimento di concessioni petrolifere in un piccolo emirato del Golfo Persico.
In quel paese diversi gruppi petroliferi si stanno contendendo tali concessioni, appoggiando diverse fazioni della famiglia dello sceicco che regna su quello stato e detiene il controllo del petrolio. Uno di questi gruppi scopre che Panacchioni è figlio naturale dello sceicco e tenta di portarlo a corte per godere della riconoscenza dell'anziano regnante, ancora senza un erede maschio, e surclassare così la concorrenza, che però, saputa la relazione di parentela del giovane romano con lo sceicco, tenta di eliminarlo in tutti i modi con l'aiuto di ex-agenti della CIA.

## Produzione
Le scene riferite al piccolo emirato del Golfo Persico sono state in realtà girate a Monastir in Tunisia; è inoltre riconoscibile il porto e il mausoleo di Habib Bourguiba. Le scene riferite al palazzo dello sceicco sono state girate nel Castello di Sammezzano.